# Marchelis de Boshouwer
Marchelis Michielsz de Boshouwer (død oktober 1619 på orlogsskibet David i det Indiske Ocean) var en nederlandsk købmand og ostindisk ambassadør, som i 1617 blev tilknyttet det nyoprettede Ostindisk Kompagni og blev hovedkraften bag oprettelsen af Danmarks første tropekoloni Trincomalee på Ceylon.
Han døde imidlertid på orlogsflådens første sejltur dertil og stempledes af ekspeditions-lederen Ove Giedde som en bedrager.

## Nederlandsk købmand og prins af Migomme
Som nederlandsk underkøbmand på Coromandelkysten afsluttede Boshouwer i 1612 et forbund mellem generalstaterne og Cenerat Adassin, kejser af Ceylon; han gik selv i dennes tjeneste og udnævntes til admiral og prins af Migomme (= Negombo).
I året 1615 blev han af sin nye herre afsendt til Europa for dels hos Nederlandene, dels hos andre magter at søge bistand mod portugiserne og kejserens oprørske undersåtter.
Efter at have opholdt sig i De Forenede Nederlande kom han i november 1617 til Christian 4., der året i forvejen havde oprettet et ostindisk handelskompagni.

## Forhandlinger med den danske konge
Boshouwer blev vel modtaget af Christian 4.
Da der fødtes ham en søn under hans ophold i København, holdt kongen barnet over dåben, og på det ostindiske kompagnis bekostning blev der betalt til Boshouwer 5.371 rigsdaler.
Man gjorde sig i det hele store forhåbninger om fordelene ved forbindelsen med ham.
Forhandlingerne førte i marts 1618 til afslutningen af en traktat, hvorved Christian 4. lovede kejseren af Ceylon bistand, og Boshouwer på dennes vegne tilstod de danske eneret til at handle på Ceylon i 12 år.
Tillige skulle et ceylonesisk kompagni forenes med det dansk-ostindiske.
Boshouwer lovede yderligere i oktober samme år kongen en erstatning af 94.449 rigsdaler for omkostningerne ved udrustningen af skibet David og bemandingen af det med 250 soldater.

## Rejsen mod Ostindien
I november afsejlede så en dansk eskadre til Ceylon. Den førtes af Ove Giedde om bord på orlogsskibet Elefanten. Boshouwer var om bord på David. Undervejs blev forholdet mellem Ove Giedde og Boshouwer dog alt andet end godt; stadige rivninger fulgte på hinanden, og de nederlandske skibsfolk holdt sig mere til deres landsmand end til den danske øverstbefalende.
Endelig i august 1619 skilte skibet David sig ved Afrikas sydkyst fra den øvrige del af eskadren, men få måneder efter døde Boshouwer, da hans skib havde anløbet Steven van der Hagens bugt.

## Stemplet som bedrager
De forhåbninger, man havde gjort sig om den betydelige pengesum, kejseren af Ceylon skulle betale i henhold til Boshouwers løfte, viste sig ugrundede, da Ove Giedde i maj 1620 nåede øen.
Kejseren nægtede at anerkende de af Boshouwer overtagne forpligtelser og påstod, at den af ham foreviste fuldmagt var falsk.
Giedde lod derfor Boshouwer begrave uden ceremonier som en bedrager.

## Biografier
- de Boshouwer, Marchelis i Dansk Biografisk Leksikon (1. udgave, bind 2, 1888), forfattet af J.A. Fridericia
- Dansk Biografisk Leksikons 2. udgave (bind 3, 1934), forfattet af Kay Larsen, og 3. udgave (1979-84, indgår i SDE)
- Marchells Michielsz Boschouver - imperlebygger eller svindler Arkiveret 5. marts 2016 hos  Wayback Machine, af Kåre Lauring (1988)
- "Chr 4 1618". www.chr4.dk. Arkiveret fra originalen 11. marts 2018. Hentet 10. marts 2018.

## Anden litteratur
- Ove Giedde / J.H. Schlegel: Fortegnelse paa alt hvad paa den Indianske Reise forefalden er fra 14. Nov. 1618 til 4. Mart. 1622 (1772)
- Ove Giedde / J.H. Schlegel: Beschreibung der ersten Dänische Reise Nach Ostindien (1776)
- Friderich Gerhard Voss / Ludvig Holberg: Dännemarckische Norwegische Staats- und Reichs-Historie (1731)
- Jon Olafssons oplevelser som Ostindiefarer under Christian IV, oversat af S. Bløndal (1904/1907/1967)
- Dansk Ostindien 1616-1732, af Gunnar Olsen / Vore Gamle Tropekolonier, af J. Brøndsted (1952/1967)
- Danmarks første tabte tropejuvel - Berlingske 3. maj 2004